# Sharonville, Ohio
Sharonville là một thành phố thuộc quận Hamilton, tiểu bang Ohio, Hoa Kỳ. Năm 2010, dân số của thành phố này là 13560 người.

## Dân số
- Dân số năm 2000: 13804 người.
- Dân số năm 2010: 13560 người.